# مهرجان كان السينمائي 2020
مهرجان كان السينمائي 2020 (بالفرنسية: Festival de Cannes 2020)‏ هو النسخة الـ73 التي كان مقرر عقدها في الفترة من 12 إلى 23 مايو 2020. وفي 13 يناير 2020، عُيّن سبايك لي رئيسًا للجنة التحكيم. ولكن بسبب جائحة فيروس كورونا في فرنسا 2020، أعلنت إدارة المهرجان في 14 أبريل 2020 أنه لا يمكن عقد المهرجان في "شكله الروتيني"، مع اكتشاف وسائل بديلة لمراقبة المهرجان.
في وقت سابق، بحثت إدارة المهرجان إمكانية إقامة المهرجان في يونيو أو يوليو، بعد عدم إلغاء الحدث. وفي منتصف مارس، تم تحويل المكان الرئيسي للمهرجان، قاعة المحاضرات الكبرى لويس لومير، إلى مأوى مؤقت للمشردين.
في مايو 2020، أُعلن أنه لن تُقام أي دورة فعليّة للمهرجان،  وفي 3 يونيو 2020، تم تأكيد الاختيار الرسمي للأفلام. قبل الإعلان عن قائمة الأفلام من الاختيار الرسمي، قال تيري فريمو مدير مهرجان كان السينمائي في مقابلة إنه كان يتحدث مع سبايك لي وكان يأمل أيضًا أن يكون رئيسًا للجنة التحكيم في النسخة 2021. كما أكد أن فيلم Lee 5 Bloods كان من المفترض أن يكون عودة Netflix إلى السجادة الحمراء في فئة خارج المنافسة.
كما تم تأجيل برنامج ACID Trip # 4، الذي كان يجب أن يكون مخصصًا للسينما الشيلية الشابة، إلى النسخة التالية، في عام 2021.